# Kyprej yzopolistý

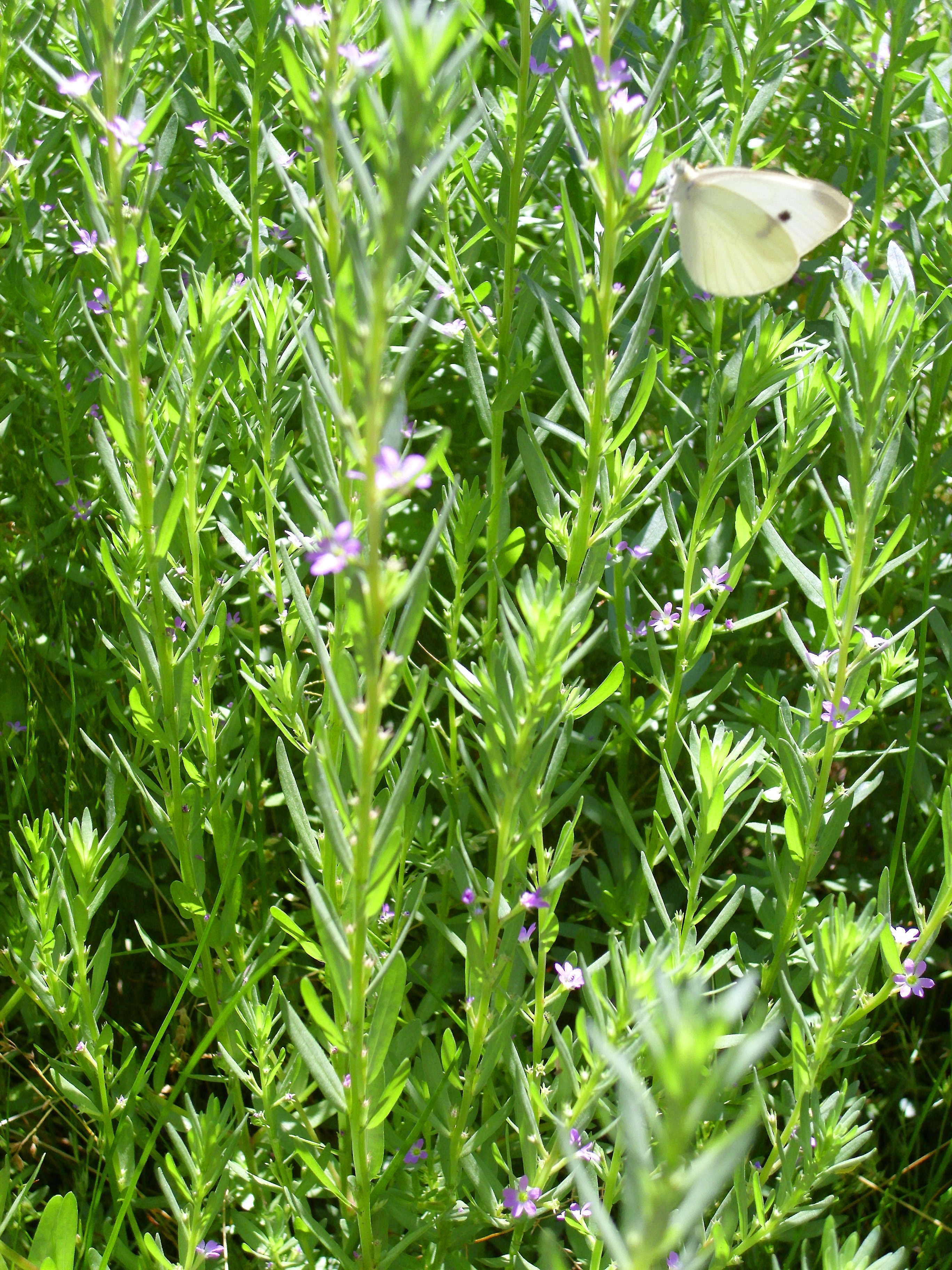
Hustý porost kypreje yzopolistého

Kyprej yzopolistý (Lythrum hyssopifolia) je nenápadná nízká jednoletá bylina s drobnými růžově fialovými květy, rostoucí ve vlhké půdě, která pomalu mizí z české krajiny.

## Rozšíření
Pravděpodobně původní evropská rostlina rozšířena i na Ukrajině, okolo Černého moře, do Střední Asie a na severu Afriky byla zavlečena do Severní a Jižní Ameriky, na východ Austrálie, Nový Zéland a jih Afriky.
Roste v zamoklém biotopu jako bažiny, vlhká nebo zaplavovaná pole, slatinné louky, terénní prolákliny, příkopy, břehy tekoucích i stojatých vod apod. Obvykle se nachází na těžkých půdách které bývají v průběhu roku zaplavované ale i silně přesychají, nevadí ani mírně zasolená půda.
V ČR je tento druh na ústupu, vlivem meliorací polí a regulací vodních toků se podstatně zmenšilo území vhodné pro jeho zdárný růst. Vyskytuje se převážně v teplých oblastech Polabí, Podkrušnohoří, na Moravě v Hornomoravském a Dolnomoravském úvalu a v teplejších oblastech Slezska s přesahem z Polských nížin.

## Popis
Jednoletá, sivě modrozelená rostlina dorůstající zpravidla do výše 10 až 30 cm. Její jednoduchá nebo řidčeji hned od země prutovitě rozvětvená hranatá lodyha je obvykle přímá a lysá. Ve spodní části je porostlá protistojnými listy podlouhle vejčitými neb eliptickými, směrem vzhůru listy mění svůj tvar na úzce kopinaté a vyrůstají střídavě. Jsou přisedlé nebo jen s krátkým řapíkem a jejich celokrajné čepele bývají dlouhé asi 30 a široké 3 až 5 mm a na vrcholu jsou špičaté nebo tupé.
Z paždí listů ve střední a vrchní části lodyhy roste na krátkých stopkách po jednom až dvou drobných oboupohlavných jednotvárných květech s dvěma 1 mm dlouhými neopadavými listenci. Cylindrické květy jsou 4 až 6četné a mají češuli dlouho 3 mm. Široce trojhranné blanité kališní lístky mají zelenavé přívěsky. Narůžovělé až nafialovělé korunní lístky jsou obvejčité až eliptické, 1 až 2 mm dlouhé. Ve květech je nejčastěji 4 až 6 tyčinek a jedna čnělka s hlavičkovitou bliznou. Vykvétá od června do září.
Plodem je češulí obalená oválná tobolka s mnoha drobnými, asi jen 1 mm dlouhými světlehnědými semeny, rozšiřovanými hmyzem nebo vodou, ze kterých až příštím rokem vyrostou nové rostlinky.

## Ohrožení
Na rozdíl od např. Spojených států nebo Austrálie, kde kyprej yzopolistý zarůstá rozlehlé prostory a je považován za nežádoucí introdukovaný plevel, je v České republice a obecně v celé Střední Evropě považován za rostlinu na ústupu, většina jeho stanovišť je v současnosti synantropního charakteru.
V ČR je kyprej yzopolistý zařazen „Černým a červeným seznamem cévnatých rostlin České republiky z roku 2000“ mezi silně ohrožené druhy (C2 – EN).